# Monstrul de la Montauk

Monstrul de la Montauk. Fotografia cu cadavrul a avut o largă circulație pe internet în iulie 2008

Monstrul de la Montauk a fost o creatură neidentificată care a fost găsită moartă lângă Montauk, New York în iulie 2008.
Identitatea creaturii și veridicitatea povestirilor care o înconjoară au fost obiectul unor controverse nerezolvate și a numeroase speculații. Nu se cunoaște ce s-a întâmplat cu cadavrul. 
Deși corpul creaturii nu a fost niciodată examinat fizic și nu s-a prezentat niciun raport al autopsiei, paleozoologul Darren Naish a studiat fotografia și a concluzionat pe baza dentiției vizibile și a labelor din față că această creatură a fost un raton, iar aspectul său nu-i decât un produs secundar al descompunerii și al acțiunii apei, care a înlăturat cea mai mare parte a părului animalului și o parte din carnea sa.